# História do Iémen
A História do Iêmen (português brasileiro) ou Iémen (português europeu) é um domínio de estudos de eventos focados na evolução do território e sociedade iemenitas que, canonicamente, se estende desde a antiguidade, quando era conhecido como Arábia Feliz, até os dias atuais.
O templo mais antigo da Península Arábica, chamado Mahram Bilqus, ou "palácio da Rainha de Sabá" encontrava-se em Marib, no sul do actual Iêmen, que era considerada a capital do reino de Sabá.
Esta cidade foi construída entre o segundo e o primeiro milénios antes de Cristo. Localizada numa situação estratégica, Sabá floresceu através do comércio de mercadorias, tanto da Ásia, como de África, incluindo o café, proveniente da região. O Iêmen foi um país socialista com uma fragmentação territorial, por isso ele passou a ser dividido em dois blocos.

## Antiguidade

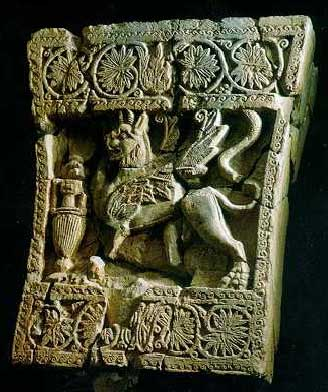
Uma escultura antiga de um grifo do palácio real em Shabwa, a capital do reino de Hadramaute

Quando a Civilização Minoica vivia seu apogeu, desenvolvia-se no sul da Península Arábica uma outra cultura, também baseada no comércio, no caso terrestre, que levou ao surgimento de diversas cidades, tais como: Maim, Marib, Timna e Najrã.
No interior estavam situadas rotas das caravanas que traziam essências aromática de Dhufar (hoje Omã) e Punt (hoje Somália), que depois seguiam o litoral do Mar Vermelho até os mercados do Mar Mediterrâneo ou, a partir de Taimá, até a Mesopotâmia.
Essas cidade foram se unificando em reinos, o reino de Maim, no século VII a.C., que exportava incenso para o Egito no século XIV a.C., é o primeiro de que se tem notícia em terras do Iêmen. Depois surgiu o Reino de Sabá, estabelecido no sudoeste do país, cuja rainha visitou Salomão, segundo o Antigo Testamento, e cuja vinculação com o litoral africano data da fundação do reino etíope de Axum.
Os comerciantes de Sabá mantiveram os laços com a África durante séculos apesar de suas embarcações serem rudimentares. Uma das consequências desse vínculo foi a propagação do cristianismo entre os iemenitas a partir do século IV DC, por meio dos pregadores etíopes.
No ano 30 AC, o Império Romano, que já dominava o Egito, tentaram, sem êxito, estender seu domínio a Sabá.
No início do século II DC, Ptolomeu começou a se referir a esta área como "Arábia Feliz" por causa de sua vegetação (que distingue do resto da península) e da riqueza como resultado do comércio.
No século III DC, o Reino de Sabá tinha caído sob a influência dos Himiaritas (Reino Himiarita), uma seita de origem hebréia que conquistou a hegemonia no sul da Península Arábica, que fixou sua capital em Saná e estabeleceram o judaísmo como religião oficial.
Um século depois, os missionários cristãos começaram a chegar no Iêmen.
O Último Rei de Himiar começou uma violenta perseguição da comunidade cristã, o que resultou em 525 DC numa intervenção do reino cristão da Abissínia (Rei de Axum). Os reis de Axum falavam grego e haviam se convertido ao cristianismo em 333 DC, e estabeleceram as bases tradicionais do futuro cristão da Abissínia (Etiópia).
Em 575 o país foi invadido pelo Império Sassânida, que converteu o Iêmen em uma satrapia persa, e na segunda metade do século VII incorporou-se ao Islã.

## História islâmica

A Idade dos Califas

Na década de 630, o primeiro califa muçulmano, Abacar, realizou incursões em território do Iêmen, que chegou a dominar por inteiro, unificando assim toda a península árabe. Apesar da integração, o território conservou um alto grau de autonomia, governado de fato por pequenas dinastias tribais.
Em um primeiro momento estiveram sob a hegemonia dos Omeídas, que tinham capital em Damasco, e posteriormente sob a hegemonia dos Abássidas, que tinha capital em Bagdá.
O Iêmen passou por um período de quase três séculos de conflitos e invasões, perdendo muito de seu esplendor. Nessa época, até a represa de Marib, que era fundamental para a irrigação, ruiu por falta de manutenção. Nesse período de crise ocorreram imigrações para a África e para a parte oriental da Península.
As turbulências políticas prosseguiram, e, no final do século IX (c. 897), foi instalado o imamato zaidita, cujos membros participaram do governo até 1962, quando um golpe militar, seguido de prolongada guerra civil, pôs fim ao Reino do Iêmen, constituindo-se então a República Árabe do Iémen (Iêmen do Norte).
De 1173 até 1229 o Iêmen foi regido pela dinastia egípcia dos aiúbidas, e até o final do ano 1450, pelos resúlidas, período de florescimento artístico e científico. A arquitetura e a agricultura tiveram grande avanço.

## Intervenções Estrangeiras e Divisão
No século XV, os portugueses chegaram à Arábia, elegeram como objetivo bloquear as rotas de comércio do Mar Vermelho para controlar o comércio de especiarias, para isso conquistaram Áden em 1516, onde se fixaram até 1538, nesse período Portugal dominou a entrada do Mar Vermelho.
O Iêmen foi invadido pelos mamelucos egípcios no início do século XVI, e pelos turcos otomanos em 1517, que ocuparam apenas alguns pontos da costa do Mar Vermelho, enquanto o interior do país e a costa sul continuaram independentes, governados por um Imã.

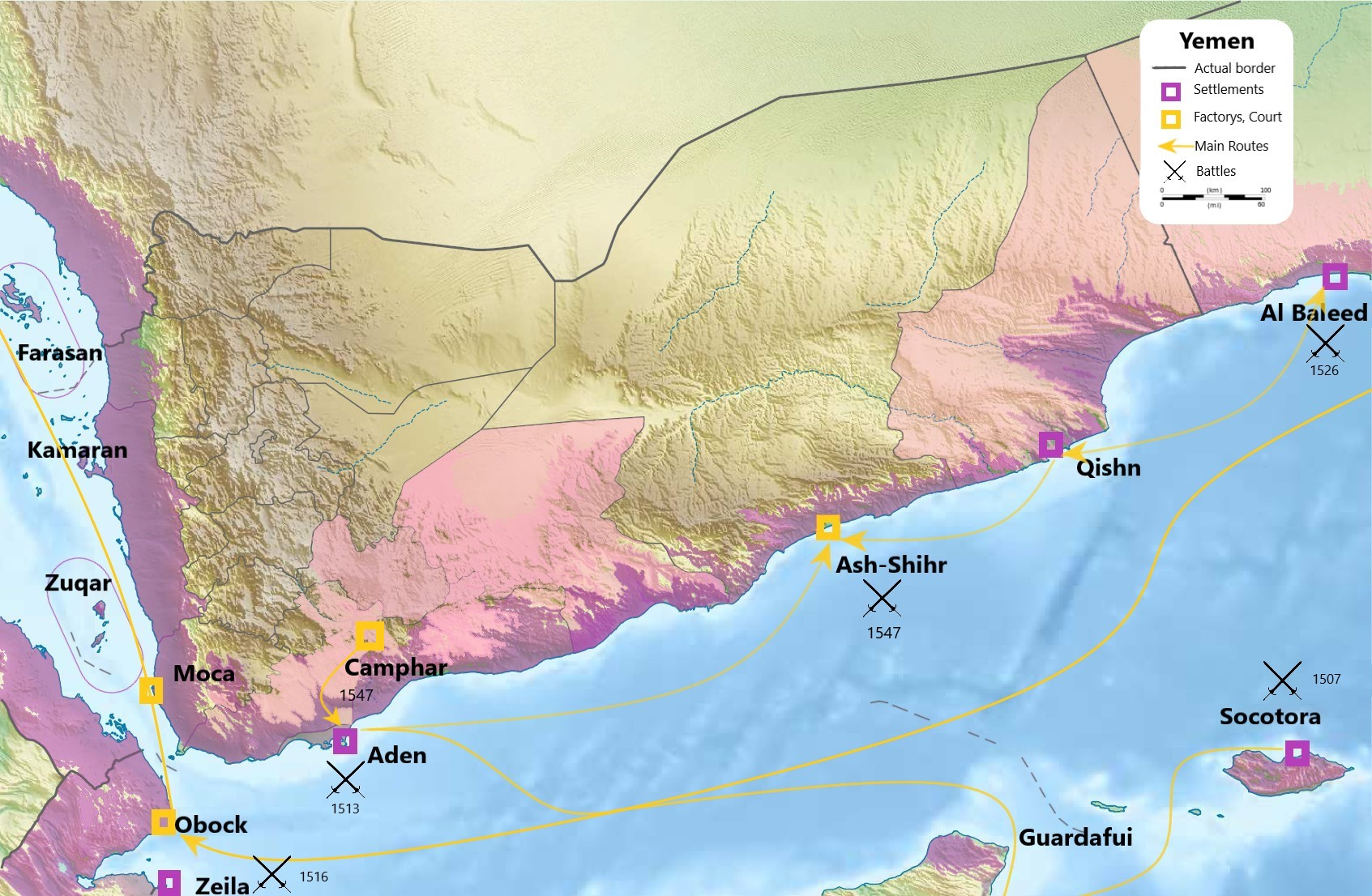
Purpura_Presença Portuguesa no Iêmen e golfo de Aden, séculos XVI e XVIII. Territórios dos sultões aliados cor-de-rosa (Áden, Mahra, Dhofar e Camphar)

A ultima tentativa para reconquistar Aden pelos portugueses foi apoiada pelo Rei de Camphar, aproveitando a revolta contra a presença dos Turcos, o Rei colocou-se sob a protecção dos Portugueses. Durante o ano de 1547 a 1548 uma série de operações militares levadas pelos Portugueses permitiu a reconquista de Ash-Shihr ( Xael) mas a má e prolongada defesa de Aden contra o cerco Turco fez com que a perda da cidade pelos portugueses os fizessem recuar mais tarde até Al Baleed (Dhofar). A partir desta fase daqui os Portugueses continuariam a sua presença no mar Vermelho mantendo somente a ligação ao aliado etíope, patrulhando a entrada do Mar Vermelho a partir do Cabo Guardafui e comercializando no porto de Moca até ao seculo 18.
Em 1618 os ingleses instalaram um posto da Companhia das Índias Orientais no porto de Mukha.
Os turcos otomanos foram expulsos pelos zaiditas em 1635.
No século XVIII houve uma nova divisão do território iemenita, provocada por lutas entre tribos inimigas.
Durante o século seguinte, os egípcios, liderados por Mehemet Ali ocuparam a porção setentrional do país, enquanto que os ingleses estabeleceram o controle sobre Áden, o melhor porto da região, e ocuparam o sudoeste do país em 1839, transformando aquela região em protetorado e posteriormente em colônia em 1937.
Em 1872, o Império Otomano passou a controlar a porção setentrional do país, dividindo o poder com uma autoridade local (Imã), que tinha um cargo hereditário.
Em 1870, com a abertura do Canal de Suez e a consolidação do domínio turco sobre a região setentrional do país, Áden ganhou importância estratégica para o Império Britânico, pois era a chave para o Mar Vermelho.
Em 1914, o Império Otomano e o Império Britânico demarcaram uma fronteira entre os territórios dominados por cada parte, que, a partir de então, passaram a ser conhecidos como Iêmen do Norte e Iêmen do Sul (na época Protetorado de Áden).
Consolidado o domínio em Áden, o Império Britânico foi progressivamente fazendo tratados de amizade ou protetorado com chefes tribais do litoral sul, até que, em 1934, tinha controle de todo o litoral sul até a fronteira com Omã.

## História contemporânea

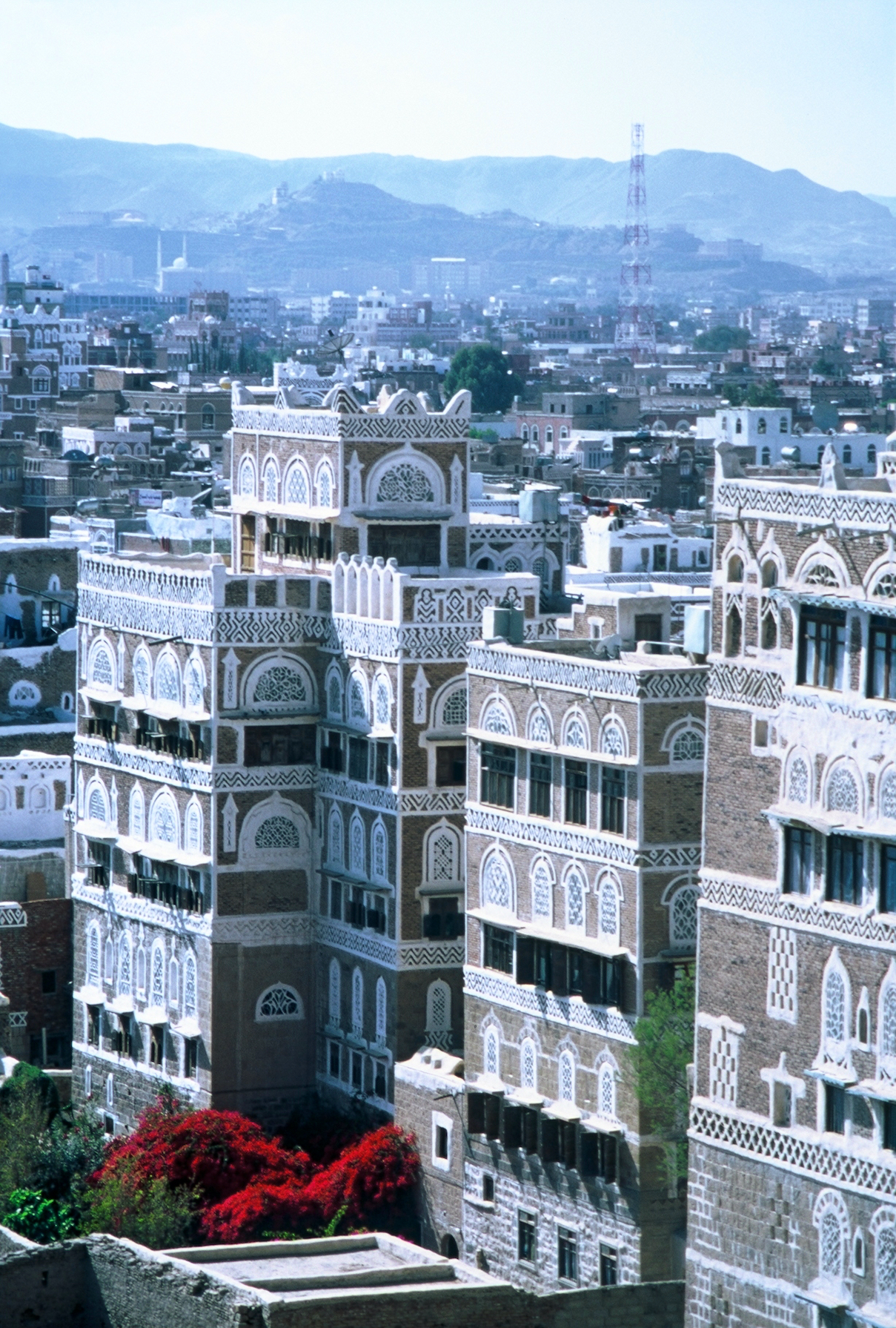
A Cidade Antiga de Saná.

### Iêmen do Norte
Em 1911, o Imã Yahya Ad-Din comandou uma rebelião nacionalista. Como resultado, dois anos depois, o Império Otomano reconheceu a plena autoridade dos imãs sobre o norte do país, em troca da aceitação formal da soberania turca sobre o território.
Durante a Primeira Guerra Mundial, o Imã permaneceu fiel ao Império Otomano. Após a guerra, com o colapso desse império, a região setentrional proclamou sua independência em novembro de 1918, e Yahya ad-Din foi nomeado rei (Reino do Iêmen), o que provocou conflitos com o emir saudita de Nadj e com os ingleses, que dominavam a porção sul do país.
Após anexar Hidjaz à Arábia Saudita, Ibn Saud entrou em disputa com Yahya ad-Din pelo controle de Asir, no norte do Iêmen, em 1933. Em março de 1934, declarou guerra ao país, e seus dois filhos mais velhos lideram uma invasão, obtendo o controle de grande parte do território iemenita. O Imã Yahya foi obrigado a assinar um tratado, em 23 de junho de 1934, reconhecendo que Asir passaria a ser parte do Reino da Arábia Saudita em troca do fim das agressões. O Império Britânico, que reconhecera a independência da parte setentrional do país em 1925, não chegou a declarar guerra, mas apoiou grupos contrários a Yahya.
O surgimento do movimento nacionalista Iêmen Livre, em meados da década de 1940, foi uma oposição ao controle autocrático dos Imã sobre o país.
Em 1945, o país participou da fundação da Liga Árabe  e, dois anos, depois ingressou na Organização das Nações Unidas (ONU).
Em 1948, houve uma revolta fracassada na qual Yahya Ad-Din foi assassinado e sucedido por Ahmad ash-Shams.
Em 1958, o país aderiu à República Árabe Unida, formada em conjunto com o Egito e com a Síria, mas retirou-se  em 1961.
Ahmad faleceu em 1962 e foi sucedido por seu filho Muhammad Al-Badr, que, em 26 de setembro do mesmo ano, foi deposto por militares nasseristas  que proclamaram a República Árabe do Iêmen (Iêmen do Norte).
O Imã deposto, apoiado pela Arábia Saudita e pela Inglaterra deu início à guerra civil contra o governo republicano, que era apoiado pelo Egito. A guerra durou até 1970,
Um golpe dentro do campo republicano levou ao poder o moderado al-Iryani.
A radicalização do processo político no Iêmen do Sul conduziu a Arábia Saudita a uma política de aproximação com al-Iryani, que passou a ser visto como um mal menor.
O tratado de 1972, que previa unificação com o Iêmen do Sul, contrariava a estratégia regional da Arábia Saudita, que, em junho de 1974, apoiou o golpe do coronel Ibrahim al-Hamadi, que derrubou al-Iryani e tomou o poder em Saná.
O novo governo que inicialmente contava com o apoio do Rei Faiçal, perdeu esse apoio quando iniciou uma política de centralização do poder, política que sofreu oposição dos senhores feudais do norte, que passaram a contar com apoio dos sauditas. Hamadi sobreviveu a três tentativas de assassinato, mas acabou sendo morto em 11 outubro de 1977.
Um junta presidida pelo tenente-coronel Ahmad al-Gashmi e da qual participavam o primeiro-ministro Abdel Aziz Abdul Ghani e o major Abdel al-Aalim, assumiu o poder em junho de 1978, comprometendo-se a continuar a política de seu antecessor, mas um atentado matou o presidente da junta, Al-Gashmi.
Ainda em 1978, o major Ali Abdullah Saleh foi nomeado presidente, mas não conseguiu evitar que disputas internas resultassem em conflitos armados em janeiro de 1979.
Quando a Frente Nacional Democrática, que reunia todas as forças progressistas do país, estava prestes a tomar o poder, o conflito se transformou, por instigação da Arábia Saudita, em uma guerra contra o Iêmen do Sul. Essa guerra foi superada por meio da mediação da Síria, do Iraque e da Jordânia, o que permitiu um cessar-fogo e uma retomada das conversações sobre a reunificação do país, suspensas desde 1972.

### Iemên do Sul
Em 1958, naquela região que em 1937 havia se tornado colônia do Império Britânico, seis dos governadores formaram a Federação da Arábia do Sul, com apoio do Império Britânico, Federação essa que, em 1965, passou a reunir os 17 estados da região.
Em 1963 foi fundada a Frente de Libertação Nacional dando inicio a chamada "Emergência de Áden".
Os britânicos prometeram conceder a independência em 1968, mas um ano antes o poder foi tomado pela Frente de Libertação Nacional, de orientação marxista, que proclamou a independência da República Popular do Iêmen, iniciando uma auto-proclamada revolução socialista, em 1970, o país adotou o nome de República Democrática Popular do Iêmen.
Em 1969, foram fechadas todas as bases militares britânicas; foram nacionalizados os bancos, o comércio exterior e a indústria naval; teve início uma reforma agrária começou; enquanto que na política externa teve início uma estreita aliança com a União Soviética.
Em outubro de 1978, a Frente de Libertação Nacional fundou o Partido Socialista do Iêmen.
Em dezembro de 1978, foi realizada a primeira eleição popular para escolher os 111 membros do Conselho Revolucionário do Povo, da qual participaram 175 candidatos.
Abdel Fattah Ismail, secretário geral do Partido Socialista do Iêmen foi nomeado chefe de estado, mas renunciou em abril de 1980, sendo substituído pelo até então primeiro-ministro Ali Nasser Mohammed, um dos fundadores da Frente de Libertação Nacional.
A hostilidade com a Arábia Saudita se intensificou com a disputa de territórios nos quais a companhia petrolífera estatal da Argélia havia descoberto jazidas de petróleo e gás natural e se agravou devido a crescente presença militar norte-americana na Arábia Saudita.
Em fevereiro de 1985, o Conselho Supremo do Povo impediu que o presidente Ali Nasser Mohammed continuasse a acumular o cargo de primeiro ministro, indicando Haider Abu Bakr, que era apoiado por Abdel Fattah Ismail, para a função. Ali Nasser Mohammed não aceitou a decisão e iniciou uma conspiração para recuperar todo o poder.
Em 13 janeiro de 1986, eclodiu uma sangrenta guerra civil, o conflito foi breve, mas deixou um saldo de dez mil mortos.
Os apoiadores do primeiro ministro Haider Abu Bakr venceram o conflito, e Abu Bakr passou também a acumular o cargo de presidente, se comprometendo a manter as alianças com a Etiópia e com a Síria.

### Unificação e Guerra Civil
Apesar das diferenças políticas e ideológicas entre os governos do Iêmen do Norte e do Sul, em outubro de 1972 foi assinado um tratado que previa a futura reunificação, esse tratado foi sabotado pela influência da Arábia Saudita, que apoiou o golpe de junho de 1974.
Em 1979 as duas repúblicas iemenitas entraram em guerra. Após um mês de combates, ambas as partes aceitaram a mediação da Liga Árabe.
Em 1981 tiveram início conversações com vistas à unificação, que foram prejudicadas pois a República Árabe do Iêmen acusou o vizinho financiar as tropas guerrilheiras da Frente Nacional Democrática que operavam em seu território.
Em maio de 1981, os dois países firmaram um acordo para promover um levantamento de suas riquezas minerais, como resultado, em 1985 foram descobertas importantes jazidas petrolíferas em ambos os lados da fronteira, o que contribuiu para estreitar os laços entre os dois governos, tais jazidas fizeram do país um dos principais produtores de petróleo do mundo árabe.
O êxito dos esforços do presidente Ali Saleh para equilibrar as pressões externas e internas criou condições mais favoráveis para uma rápida reunificação.
Em 22 de maio de 1990, as duas repúblicas se uniram para formar a República do Iêmen, que teria Saná como capital política e Áden como capital econômica.
Em sessão conjunta das Assembléias Legislativas de ambos os países, realizada em Áden, foi eleito um Conselho Presidencial que seria presidido por Ali Abdullah Saleh (ex-presidente do Iêmen do Norte) e também composto por Kadi Abdul Karim al-Arshi, Salem Saleh Mohammed e Abdul Aziz Abdel Ghani.
Em Maio de 1991, uma nova constituição foi aprovada em um referendo por esmagadora maioria, que proclamou a liberdade de expressão e o pluralismo político, apesar da oposição de grupos fundamentalistas islâmicos contrários à unificação, que chamaram para um boicote, pois consideravam inaceitável a ausência de princípios da sharia e por permitir o direito de voto das mulheres.
Em poucos meses após a proclamação na nova constituição surgiram 53 partidos políticos e 85 jornais em todo o país, foram libertados todos os presos políticos e todas as correntes de opinião e partidos políticos passaram a ter ampla liberdade de expressão.
O Iêmen manifestou-se contra a operação militar contra o Iraque na Guerra do Golfo em 1991, como represália, a Arábia Saudita e as outras monarquias da do golfo expulsaram cerca de 1 milhão de trabalhadores iemenitas, que antes remetiam recursos para o país.
Apesar disso, o Iêmen propôs à Arábia Saudita um acordo de fronteiras definitivo, para solucionar questões iniciadas na década de 30, quando os sauditas haviam anexado anexado três províncias pertencentes ao Iêmen.
No mesmo período, cerca de um milhão de iemenitas retornaram da África, principalmente da Somália, que enfrentava uma feroz guerra civil, essa outra onda migratória agravou a crise econômica, resultando numa situação na qual havia dois milhões de desempregados em uma população de 10,5 milhões.
Além disso, a exportação de petróleo, que no final de 1991 alcançava a cifra de 300 mil barris diários, foi reduzida para 200 mil barris diários em 1992, isso em decorrência da ação de grupos rebeldes locais e das reclamações territoriais da Arábia Saudita, que impediam a exploração de novas jazidas na áreas fronteiriças. Em 1993, a produção voltou a crescer.
O desemprego de 36% e os aumentos de preços dos gêneros de primeira necessidade provocaram manifestações de protesto no final de 1992 e no começo de 1993, enquanto eram cometidos atentados contra pessoas que exerceram liderança no Iêmen do Sul, que foram atribuídos a fundamentalistas islâmicos, que tinham apoio nas camadas mais pobres da população.
Em Março de 1993, o Congresso Geral do Povo, partido comandado por Ali Abdullah Saleh, foi vitorioso nas eleições parlamentares, elegendo 122 representantes, contra 62 eleitos pelo Islah (Partido da Reforma), de ideologia islâmica, e 56 eleitos pelo Partido Socialista do então vice-presidente Salem El Baidh.
Em maio de 1994, teve início uma rebelião separatista, liderada por Salem El Baidh, que tentou recriar o Iêmen do Sul, essa rebelião contou com apoio da Arábia Saudita que queria enfraquecer a única república da Península Arábica, temendo que pudesse desestabilizar os regimes monárquicos da região, que foi derrotada. Em julho do mesmo ano, o conselho de ministros adotou um plano de anistia geral e de garantias ao pluralismo político, além disso reafirmou o papel de Áden como capital econômica do país, o que foi considerado um gesto de boa vontade para com a região sul do país.
Em setembro de 1994, os membros do Partido Socialista saem do governo, enquanto o Islah conquista seis novos cargos no gabinete, ocorre uma mudança na Constituição, por meio da qual a Sharia passa a ser a fonte de toda a legislação do país.
Em fevereiro de 1995, onze partidos de oposição estabeleceram uma aliança. Por seu lado, o governo assinou um protocolo de acordo com a Arábia Saudita, que declarou o desejo de ambos os países para fixar definitivamente sua fronteira comum e promover as relações bilaterais.
Em dezembro de 1995, forças da Eritreia desembarcaram nas Ilhas Hanish no Mar Vermelho, o que deu início a um conflito armado. Em março de 1996, os dois países aceitara uma arbitragem internacional para resolver a disputa.
Em 27 de abril de 1997 o Congresso Geral do Povo, partido comandado por Ali Abdullah Saleh, venceu as eleições parlamentares, elegendo 187 de um total de 301 representantes, enquanto o Islah elegeu 53, em eleições que foram boicotadas pelo Partido Socialista.
Em 15 de maio, Said Ibn Faraj Ghanem toma posse como o novo primeiro-ministro, forma um governo com 28 ministros, dos quais 24 eram do Congresso Geral do Povo.
O novo governo implementou um programa de ajuste estrutural para reanimar a economia, que sofria os efeitos da guerra civil e da redução das subvenções estrangeiras. Essas reformas que incluíam privatizações permitiram financiamentos do Banco Mundial e do Fundo Monetário Internacional.
Em 1998, relatório da Anistia Internacional indicava que o Iêmen era um cinco países do mundo que ainda aplicava a pena de morte a menores, juntamente com o Irã, o Paquistão, a Arábia Saudita e os Estados Unidos.
Em maio de 1998, Abdul Karim al-Iryani, que ja fora primeiro-ministro do Iêmen do Norte entre 1980 e 1983, passou a ocupar esse cargo no Iêmen unificado.
Em julho de 1998, ocorreu um ataque saudita na Ilha Duwaima no Mar Vermelho, o que causou uma nova crise, que foi solucionada em outubro do mesmo ano, por meio do Tribunal de Haia, que decidiu em favor do Iémen a posse das Ilhas Hanish, que também eram reivindicadas pela Eritreia.
Em dezembro de 1998 ocorreu o sequestro de 28 turistas, na maioria britânicos, evidenciou a utilização crescente desse método por parte de alguns clãs para forçar o governo a atender às demandas locais. Na década de 90 haviam sido sequestrados cerca de 200 estrangeiros (turistas e executivos), como consequência, em fevereiro de 2000 entrou em vigor uma nova lei que fez o sequestro de estrangeiros em um crime punível com a morte.
Em setembro de 1999, Ali Abdullah Saleh venceu as eleições presidenciais com 96,3% dos votos.

### 2000 - 2010
Em outubro de 2000, dezessete norte-americanos foram mortos em um ataque suicida em Áden contra o contratorpedeiro USS Cole (Atentado contra o USS Cole), o fundamentalista islâmico Osama bin Laden, um cidadão saudita de origem iemenita, foi apontado como responsável pelo planejamento do ataque, naquele mesmo mês, uma bomba explodiu na embaixada britânica, foram detidos quatro iemenitas, que disseram que realizaram o ataque em solidariedade com a causa palestina.
Em fevereiro de 2001, foram realizadas eleições municipais acompanhado de um referendo para ampliar para sete anos o mandato presidencial, tal processo foi marcado pela violência no qual trinta pessoas morreram em disputas entre as facções e a polícia durante a contagem dos votos. Ali Abdullah Saleh conseguiu aprovar as reformas constitucionais que incluíam e a ampliação do mandato presidencial.
Em maio de 2001, Wahiba Fare assumiu o ministério dos Direitos Humanos e se tornou a primeira mulher a chefiar um ministério na história do país.
Em novembro de 2001, o presidente Ali Abdullah Saleh viajou para Washington, e aceitou a oferta do governo dos Estados Unidos para treinar forças especiais do Iêmen para enfrentar a ameaça do terrorismo fundamentalista no Oriente Médio, como forma de garantir que o Iêmen participaria da coalizão de nações que Washington estava agrupando para combater o terrorismo e impedir que células da Al Qaeda, se instalassem no país após a derrota dos talibãs no Afeganistão. Essa parceria resultou em várias prisões de iemenitas e estrangeiros, nos anos seguintes.
A Anistia Internacional relatou desrespeito aos direitos humanos durante a luta contra o terrorismo, com casos de intimidação de jornalistas, tortura generalizada e a continuação da aplicação da pena de morte, de chicotadas e de mutilação.
Em março de 2002, o governo expulsou mais de 100 estudiosos islâmicos, entre eles franceses e britânicos, como parte de sua campanha contra o terrorismo. Os Estados Unidos concordaram em enviar assessores militares para treinar as forças iemenitas.
Em abril de 2002, pelo menos cinco mil pessoas se manifestaram, queimando bandeiras de Israel e dos Estados Unidos, exigindo o fechamento da embaixada norte-americana, que foi alvo de uma explosão e um ataque com granadas.
Em outubro de 2002, o petroleiro francês Limburg explodiu ao largo da costa do Iémen. Para evitar a intervenção dos EUA e assegurar o contínuo apoio financeiro, o governo lançou uma campanha para capturar os seguidores de Al-Qaeda, rede terrorista liderada por Osama Bin Laden.
Em novembro de 2002, um míssil lançado por avião não tripulado norte-americano matou seis pessoas, incluindo Salim Sinan al-Harethi, que era tido como o líder da Al-Qaeda no país.
Em maio de 2003, um tribunal iemenita condenou à morte Abed Abdulrazzak Kamel, suspeito de ser o integrante da Al-Qaeda responsável pelo assassinato de três missionários cristãos norte-americanos no final de 2002.
Entre junho e agosto de 2004, no norte do país, tropas do governo entraram em choque membros da seita zaidita (jovens crentes), partidários do clérigo xiita Hussein al-Houthi. Os zaiditas são uma seita xiita moderada, que é majoritária no norte do país, mas uma minoritária na região sul, onde predominam os sunitas. Os combates deixaram entre 80 e 600 mortos, segundo várias estimativas.
Em agosto de 2004, 15 homens foram sentenciados por ações terroristas, entre elas o atentado contra o petroleiro francês Limburgo em 2002. Um dos acusados foi condenado à morte pelo assassinato de um policial e os outros receberam penas de até dez anos de prisão. A maioria dos advogados de defesa boicotou os procedimentos judiciais por considerá-los abusivos.
Em setembro de 2004, as autoridades anunciaram Hussein al-Houthi foi morto pelas forças governamentais.
Entre março e abril de 2005, mais de 200 pessoas morreram nos combates que reacenderam na região norte. O presidente Ali Abdullah Saleh, acusou os partidos Al-Haq e União de Poderes Públicos de tentar formar braços armados para derrubar o regime republicano em uma conspiração externa, que incluiria o Irã.
Em maio de 2005, Ali Abdullah Saleh disse que o novo líder da rebelião tinha renunciado à luta em troca de uma anistia, embora continuassem a ocorrer escaramuças.
Em julho de 2005, pelo menos 36 pessoas morreram em todo o país em confrontos entre a polícia e manifestantes que protestavam contra o aumento dos preços dos combustíveis.
Em maio de 2006, o saudita Mohammed Hamdi al-Ahdal, suspeito de ser o número dois da Al-Qaeda no país, foi condenado a três anos e um mês de prisão por "pertencer a uma gangue armada para atacar interesses estrangeiros" e por "financiamento de atos criminosos".
O governo implementou, no início de 2007, um plano para acabar com a violência terrorista, que incluiu a libertação de terroristas que se comprometeram a respeitar as leis. De acordo com a Al-Qaeda, o acordo permitiu a libertação de três membros da rede que realizaram ataques no Iraque.